# Rwanda aux Jeux paralympiques d'été de 2024
Le Rwanda participe aux Jeux paralympiques d'été de 2024 à Paris, en France du 28 août au 8 septembre 2024. Il s'agit de sa 7e participation à des Jeux paralympiques d'été.

## Nombre d’athlètes qualifiés par sport
Voici la liste des qualifiés et sélectionnés sud-Africain par sport :
| Sport       | Hommes | Femmes | Total |
| ----------- | ------ | ------ | ----- |
| Athlétisme  | 1      | 0      | 1     |
| Volley-ball | 0      | 11     | 11    |
| Total       | 0      | 12     | 12    |

## Résultats
| Athlètes          | Épreuve     | Série       | Série       | Finale | Finale |
| Athlètes          | Épreuve     | Temps       | Rang        | Temps  | Rang   |
| ----------------- | ----------- | ----------- | ----------- | ------ | ------ |
| Emmanuel Niyibizi | 1 500 m T46 | Non disputé | Non disputé | DSQ    | DSQ    |

### Volley-ball
| Athlètes | Épreuve         | Phase de groupe    | Phase de groupe      | Phase de groupe    | Phase de groupe | Quart de finale / MC | Demi-finale      | Finale / MB      | Rang |
| Athlètes | Épreuve         | Adversaire Score   | Adversaire Score     | Adversaire Score   | Rang            | Adversaire Score     | Adversaire Score | Adversaire Score | Rang |
| --- | --------------- | ------------------ | -------------------- | ------------------ | --------------- | -------------------- | ---------------- | ---------------- | ---- |
| Marie Adeline Mucyo Liliane Mukobwankawe Hosiana Musila Claudine Murebwayire Alice Musabyemariya Chantal Mutuyimana Sandrine Nyirambarushimana Solange Nyiraneza Agnes Nyiranshimiyimana Clementine Umutoni Faustina Uwimpuhwe | Tournoi féminin | Brésil Défaite 0-3 | Slovénie Défaite 1-3 | Canada Défaite 0-3 | 4e du gr. B     | France Victoire 3-0  | Éliminées        | Éliminées        | 7e   |